# Cormac Finn mac Domnaill
Cormac Finn mac Domnaill Mac Carthaig   (mort en 1247) membre de la dynastie Mac Carthy roi de Desmond de 1244 à sa mort.

## Règne
Cormac Finn mac Domnaill dont le surnom signifie « le Blond », est le second fils de Domnall Mór mac Diarmata. Il supplante en 1244 son cousin Cormac Óc Liathánach qui avait lui même chassé du trône en 1211 Diarmait Dúna Droignéin  mac Domnaill le frère aîné de Cormac Finn qui contestera son éviction jusqu'à sa mort en 1229 Cormac Finn est l'un des seigneurs gaéliques convoqués en 1244  par le roi Henri III d'Angleterre pour se joindre à son expédition contre le roi d'Écosse. Il meurt en 1247 et il a comme successeur son frère cadet Domnall Gott mac Domnaill. Après sa disparition une période de troubles commence 

## Postérité
Cormac eut trois fils:
- Domnall Ruad mac Cormaic Finn (c'est-à-dire: le Rouge) roi de Desmond de 1262 à 1302  :
- Donnchad Carrthainn mac Cormaic Finn  (c'est-à-dire: le Charitable)  roi de Desmond, de 1306 à 1310 mort en 1315
- Diarmait ancêtre de la lignée des Mac Donnchadha seigneurs de Duhallow

## Source
- Anthony Stokvis, préf. H. F. Wijnman, Manuel d'histoire, de généalogie et de chronologie de tous les états du globe, depuis les temps les plus reculés jusqu'à nos jours, Leyde, éditions Brill, 1889 réédition 1966, Volume II  Chapitre  II.Monomie [Munha, Munster], § 3 Des-Munha [Desmond] p. 259 :  Généalogie des rois de Desmond . Tableau généalogique Tableau n° 24 p. 263.